# 디아나 모카누
디아나 이울리아나 모카누(루마니아어: Diana Iuliana Mocanu, 1984년 7월 19일~)는 루마니아의 수영 선수이다. 2000년 하계 올림픽 100m와 200m 배영에서 금메달을 획득했다. 또한 2001년 세계 선수권 대회 200m 배영에서 우승했다.

## 경력
브러일라에서 태어난 모카누는 1999년에 15세의 나이로 루마니아 국가대표 선수가 되어 그 해 7월에 이스탄불에서 열린 1999년 유럽 선수권 대회를 통해 처음으로 국제 대회에 출전했다. 그는 이 대회 100m 배영에서 네덜란드의 잉어 더 브라윈과 스웨덴의 요한나 셰베리의 뒤를 이어 동메달을 획득하였다.
2000년 7월에는 핀란드 헬싱키에서 열린 2000년 유럽 선수권 대회에 참가하였으며, 50m, 100m, 200m 배영에서 스페인의 니나 지바넵스카야의 뒤를 이어 2위를 하면서 은메달 3개를 획득했다. 400m 혼계영 계주에서도 루마니아 대표팀으로 참가하여 스웨덴과 벨기에팀의 뒤를 이어 동메달을 획득했다. 몇 주 후에는 프랑스 됭케르크에서 열린 2000년 유럽 주니어 선수권 대회에 참가하여 100m 배영, 100m 배영, 100m 개인혼영에서 금메달을 획득하며 3관왕에 올랐고 200m 접영에서 헝가리의 리스토브 에버의 뒤를 이어 은메달을 획득했다.
같은 해 9월 오스트레일리아 시드니에서 열린 2000년 하계 올림픽에 루마니아 국가대표로 참가했다. 올림픽 첫 경기 400m 자유형 계주에서 루마니아팀의 일원으로 12위를 기록했으며, 2일 후에는 100m 배영에서 1분 00.21초의 기록으로 올림픽 기록을 갱신하며 일본의 나카무라 마이와 스페인의 지바넵스카야를 꺾으며 금메달을 획득했다. 200m 배영에서도 2분 08.16초의 루마니아 신기록을 세우며  프랑스의 록사나 마라시네아누와 일본의 나카노 미키를 누르며 금메달을 획득하여 올림픽 2관왕에 올랐다.
이듬해인 2001년 7월에는 일본 후쿠오카에서 열린 2001년 세계 선수권 대회에 참가했으며, 100m 배영에서 미국의 내털리 코글린의 뒤를 이어 은메달을 획득했다. 200m 배영에서는 러시아의 스타니슬라바 코마로바와 영국의 조애나 파거스를 누르고 금메달을 획득했다. 2002년 3월에는 루마니아 선수권 대회에서 50m 배영 루마니아 기록을 갱신했고 같은 해 7월에는 독일 베를린에서 열린 2002년 유럽 선수권 대회에 참가했으며, 메달 획득에는 실패했다.
이후 2004년에 스페인 마드리드에서 열린 2004년 유럽 선수권 대회에서도 메달 획득에 실패하자 올림픽 국가대표 자리를 반납하였다. 같은 해 9월 23일 공식적으로 선수 생활을 마치고 은퇴했다. 2015년에 국제 수영 연맹 명예의 전당에 헌액되었다.